# Phaonia protrusa
Phaonia protrusa är en tvåvingeart som beskrevs av Shinonaga 1994. Phaonia protrusa ingår i släktet Phaonia och familjen husflugor.
Artens utbredningsområde är Nepal. Inga underarter finns listade i Catalogue of Life.